# Florencia (Schiff)
Die Florencia ist ein 2004 unter dem Namen Golfo Aranci in Dienst gestelltes RoPax-Schiff der italienischen Reederei Grimaldi Lines. Sie wird auf der Strecke von Ancona über Korfu nach Igoumenitsa eingesetzt.

## Geschichte
Die Golfo Aranci wurde am 18. Dezember 2002 unter der Baunummer 209 bei Cantiere Navale Visentini in Porto Viro auf Kiel gelegt und lief am 20. Dezember 2003 vom Stapel. Nach der Ablieferung an den Lloyd Sardegna am 30. April 2004 erfolgte am 17. Mai die Indienststellung auf der Strecke von Piombino nach Olbia.
2006 ging die Golfo Aranci in den Besitz der Moby Lines über, nachdem diese den Lloyd Sardegna aufkaufte. Nach einem Jahr im Dienst dieser Reederei wurde das Schiff im Mai 2007 unter dem Namen Florencia an die Grimaldi Lines verkauft. In den folgenden Jahren kam es auf verschiedenen Routen zum Einsatz, deren Ausgangspunkt Livorno oder Brindisi war.
Im Januar 2013 bis Mai 2015 charterte Grandi Navi Veloci die Florencia für den Einsatz zwischen Civitavecchia und Termini Imerese. Anschließend betrieb die Grimaldi Lines das Schiff wieder selbst auf der Strecke von Savona nach Barcelona, ehe es an die TTT Lines verchartert wurde. Die Florencia stand seitdem wechselnd auf den Strecken von Neapel nach Catania sowie von Salerno nach Messina im Einsatz.
Nach dem Ende der Charter durch TTT Lines kehrte das Schiff zur Grimaldi Lines zurück und verkehrt seitdem auf der Strecke von Ancona über Korfu nach Igoumenitsa.